# Bundesforum Familie
Das Bundesforum Familie ist ein Zusammenschluss von 120 bundesweit tätigen Organisationen, zu denen Familien- und Wohlfahrtsverbänden, Stiftungen, Gewerkschaften, Fachverbände, Forschungseinrichtungen sowie Religions- und Weltanschauungsgemeinschaften gehören. Die Mitgliedsorganisationen eint das Ziel, aktiv Verantwortung für eine familienfreundlichere Gesellschaft zu übernehmen.
Es arbeitet auf Projektbasis jeweils zu einem inhaltlichen Schwerpunkt mit einer Laufzeit von zwei Jahren und veröffentlicht Arbeitsergebnisse und themenbezogene Vorschläge, die dem Grundsatz der Nachhaltigkeit entsprechen. Es wird gefördert durch das Bundesministerium für Familie, Senioren, Frauen und Jugend, versteht sich aber als unabhängig.

## Historie
Das Netzwerk wurde im September 2000 als Weiterentwicklung der Ständigen Familienkonferenz gegründet. Träger war die Arbeitsgemeinschaft der deutschen Familienorganisationen. Zu dieser Zeit zählte es 82 familienpolitische Organisationen und Spitzenverbände als Mitglieder. 2007–2013 war das Bundesforum Familie als eingetragener Verein eigenständig, ab 2013 wurde das Bundesforum Familie wieder als Projekt beim Träger Arbeitsgemeinschaft der deutschen Familienorganisationen angesiedelt.

## Projekte und Stellungnahmen
2007 gab Bundesministerin Ursula von der Leyen dem Bundesforum die Federführung für die als zweijähriges Projekt angelegte Initiative „Kinder brauchen Werte – Bündnisinitiative: Verantwortung Erziehung“. Anlässlich des Weltkindertags hob das Bundesforum im September 2008 hervor, dass Kinderarmut, Vernachlässigung von Kindern und Bildungsbarrieren im eigenen Land und weltweit in den Blick genommen werden müssten. Als Teilergebnis des zweijährigen Projekts gab das Bundesforum Familie am 25. November 2008 die Berliner Erklärung zur wertorientierenden Erziehung heraus. Im Zentrum dieses Projekts stand die Frage, wie Kinder darin unterstützt werden können, kompetent mit der Vielfalt von Wertvorstellungen einer sich stetig wandelnden Gesellschaft umzugehen. Anlässlich der didacta stellte das Bundesforum Familie 2008 eine neue Website „Kinder brauchen Werte“ ins Internet. Folgeprojekt war die Initiative „Werte erlebbar machen!“
Bisher bearbeitete das Bundesforum folgende Themen:
- Familie, Wohnen und kommunale Infrastruktur (2020–2021)
- Familie, Partizipation und Demokratie (2018–2019)
- Familie und Flucht (2016–2017)
- Familie und Inklusion (2013–2015)
- Grundschulkinder fördern und fordern (2012)
- Zeit und Gesundheit (2010–2011)
- Kinder brauchen Werte (2007–2009)
- Familie und Generationen (2005–2007)
- Migrationsfamilien (2003–2004)
- Familie und Medien (2000–2002)

Aktuelles Thema für den Zeitraum 2022–2023 ist „Empowerment durch Unterstützungsstrukturen: Zugänge schaffen und Familien stärken“.